# فکلر (آلاباما)
فکلر (به انگلیسی: Fackler) یک منطقهٔ مسکونی در ایالات متحده آمریکا است که در آلاباما واقع شده‌است. فکلر ۱۸۶ متر بالاتر از سطح دریا واقع شده‌است.